# Gaz Choudhry
Ghazain Choudhry, detto Gaz (Karachi, 23 giugno 1985), è un cestista inglese di classificazione 4.0 punti per la Pallacanestro in carrozzina.

## Biografia
Choudhry è nato il  23 giugno 1985 a Karachi, in Pakistan. Ha subito un intervento di amputazione (l'estremità della gamba destra è stata rimossa a causa di un trauma, per una costrizione prolungata) quando aveva dieci anni. Si trasferisce a  Ealing, a Londra con la sua famiglia all'età di tredici anni, e ha frequentato il Walford High School.

## Palmarès
- Campionato italiano: 1

Briantea84: 2015-2016
- Coppa Italia: 1

Briantea84: 2016

### Nazionale
- Bronzo olimpico: 2

Rio de Janeiro 2016, Tokyo 2020
- Oro mondiale: 1

Germania 2018